# Noah Weißhaupt
Noah Weißhaupt, né le 20 septembre 2001 à Rostock en Allemagne, est un footballeur allemand qui joue au poste d'ailier gauche au SC Fribourg.

## Biographie

### SC Fribourg
Né à Rostock en Allemagne, Noah Weißhaupt est formé par le SC Fribourg. En juin 2021 il est promu en équipe première. Il se fait notamment remarquer lors des matchs amicaux de présaison en marquant un but.
Weißhaupt joue son premier match en professionnel le 11 septembre 2021, lors d'une rencontre de Bundesliga face au FC Cologne. Entré en jeu à la place de Lukas Kübler (en), le jeune ailier se fait remarquer en étant impliqué dans le but contre son camp de Rafael Czichos (en), permettant à son équipe d'égaliser et d'ainsi obtenir le point du match nul (1-1 score final),. Considéré comme l'un des grands talents du club, il est intégré progressivement par Christian Streich pour sa première saison.

### En équipe nationale
Depuis 2020, Noah Weißhaupt représente l'équipe d'Allemagne des moins de 20 ans.
Le 19 novembre 2022, Noah Weißhaupt joue son premier match avec l'équipe d'Allemagne espoirs, lors d'un match amical contre l'Italie. Il entre en jeu à la place de Jan Thielmann et son équipe s'impose par quatre buts à deux.

## Statistiques
| Saison                | Club                  | Championnat           | Championnat | Championnat | Coupe(s) nationale(s) | Coupe(s) nationale(s) | Compétition(s) continentale(s) | Compétition(s) continentale(s) | Compétition(s) continentale(s) | Total | Total |
| Saison                | Club                  | Division              | M.          | B.          | M.                    | B.                    | Comp.                          | M.                             | B.                             | M.    | B.    |
| 2021-2022             | SC Fribourg           | Bundesliga            | 10          | 0           | 3                     | 0                     | -                              | -                              | -                              | 13    | 0     |
| 2022-2023             | SC Fribourg           | Bundesliga            | 18          | 0           | 3                     | 0                     | C3                             | 6                              | 0                              | 27    | 0     |
| 2023-2024             | SC Fribourg           | Bundesliga            | 18          | 1           | 1                     | 0                     | C3                             | 6                              | 1                              | 25    | 2     |
| Sous-total            | Sous-total            | Sous-total            | 46          | 1           | 7                     | 0                     | -                              | 12                             | 1                              | 65    | 2     |
| Total sur la carrière | Total sur la carrière | Total sur la carrière | 46          | 1           | 7                     | 0                     | -                              | 12                             | 1                              | 65    | 2     |